# Lacao
Lacao (Lação, Lasaun, Lasau) ist ein osttimoresischer Suco im Verwaltungsamt Atsabe (Gemeinde Ermera).

## Geographie

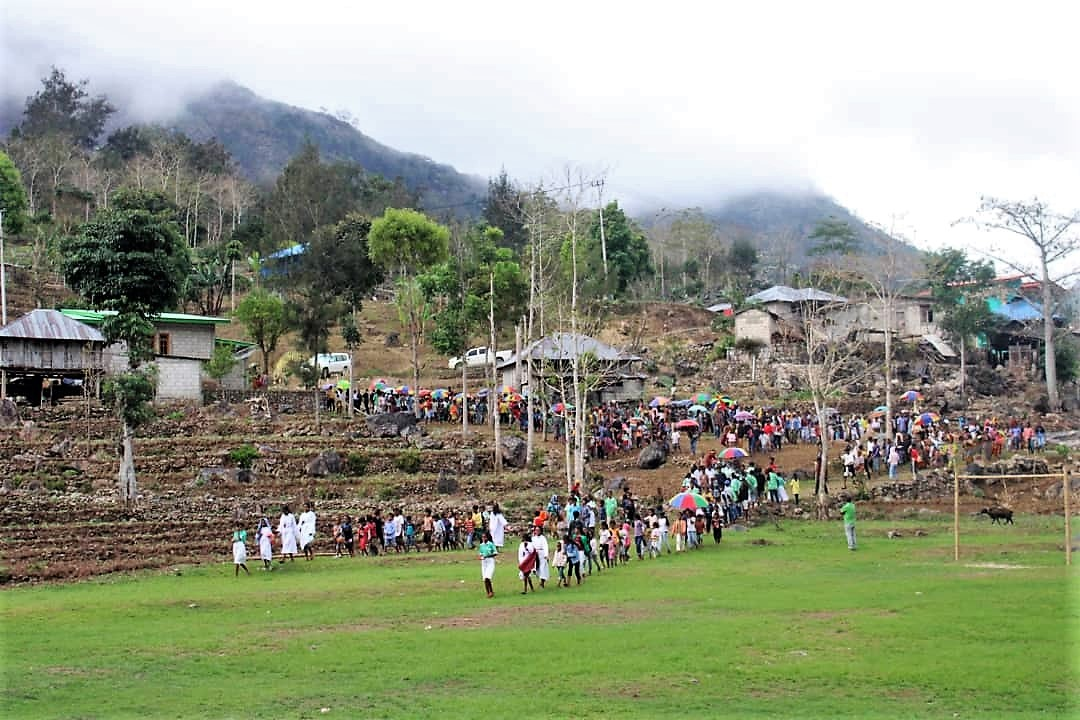
In der Aldeia Aiabe

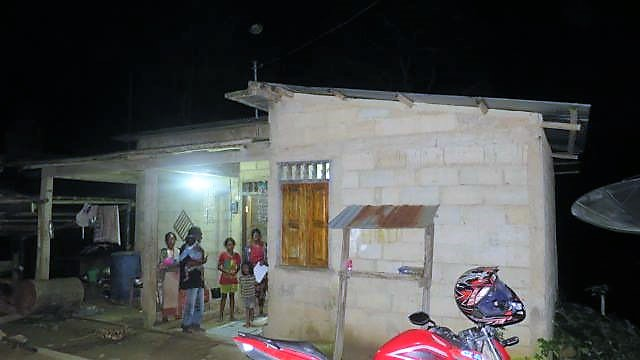
Wohnhaus in Lacao

Vor der Gebietsreform 2015 hatte Lacao eine Fläche von 4,36 km². Nun sind es 7,32 km². Der Suco liegt im Südwesten des Verwaltungsamts Atsabe. Nördlich liegt der Suco Batu Mano, östlich der Suco Atara, südlich der Suco Obulo und westlich der Suco Laubono.
Den Osten von Lacao durchquert die Überlandstraße, die vom Ort Atsabe nach Bobonaro im Süden führt. An ihr liegen die Orte Taiubu (Tai-ubu) und etwas westlich der Straße Ataubu, Nunumea und Aiabe. In Ataubu befinden sich eine medizinische Station und die Grundschule Escola Primaria Lasaun.
Im Suco befinden sich die vier Aldeias Aiabe, Ataubu, Nunumea und Taiubu.

## Einwohner
Im Suco leben 2.278 Einwohner (2022), davon sind 1.118 Männer und 1.160 Frauen. Im Suco gibt es 429 Haushalte. Über 97 % der Einwohner geben Kemak als ihre Muttersprache an. Minderheiten sprechen Tetum Prasa oder Habun.

## Geschichte
Am 23. August 2009 beendeten die Sucos Lacao und Atara eine jahrzehntelange Feindschaft durch eine offizielle Friedenszeremonie.

## Politik
Bei den Wahlen von 2004/2005 wurde Fernanda da Cunha zum Chefe de Suco gewählt. Bei den Wahlen 2009 gewann Agustinho Claudio M. Fontes und 2016 Fernando Nunes.

## Persönlichkeiten
- Domingos Augusto Deker (* 1970), Unabhängigkeitskämpfer und Politiker